# La Palmira - Ul film
La Palmira - Ul film è un film del 2013 scritto da Diego Bernasconi, prodotto e diretto da Alberto Meroni. Gli attori principali del cast sono Rodolfo Bernasconi, Valerio Sulmoni, Germano Porta, Flavio Sala, Simona Bernasconi. La pellicola è uscita nelle sale ticinesi il 21 novembre 2013. Il film ha avuto un seguito nel 2015 intitolato La Palmira: Complotto nel Mendrisiotto.

## Trama
La Palmira, con il suo passo deciso che non tradisce l'età, gira per le strade di Mendrisio. Intanto un clown cerca di divertire il direttore del circo Beck, appena arrivato nella cittadina. Palmira è alla ricerca del marito Geni, che non rinuncia a un bicchiere di vino in più e della cognata Miglieta, che mira solo a leggere le sacre scritture in chiesa. A impedirglielo è Don Giovanni, il parroco arrivato da un paio d'anni e assistito da Ersilia, la perpetua che si nutre solo di telenovele e di trasmissioni tivù. E tanto impicciona da chiedersi perché Don Giovanni ogni due anni cambia parrocchia. E che rapporti ha con Elisabetta, l'assistente del direttore del circo? Due mondi diversi si contrappongono: i sempliciotti da un lato e dall'altro i furbetti, che sono pronti a tutto pur di risollevare le sorti del circo sull'orlo del fallimento. La scoperta di un Picasso originale nella camera della Miglieta sarà determinante, capace di indurre ad azioni imprevedibili.

## Produzione
I personaggi della famiglia Tiraboschi sono stati ideati per il teatro popolare del Canton Ticino da Gianna e Rodolfo Bernasconi quarant'anni fa. Fondatori della Compagnia Comica di Mendrisio hanno messo in scena decine di commedie che hanno sempre fatto il tutto esaurito con un pubblico entusiasta della loro comicità semplice e popolare. Agli inizi del 2000 hanno messo in scena l'ultima replica per poi andare in pensione. Nel 2013 il regista e produttore Alberto Meroni li convince a realizzare una trasposizione cinematografica che si è rivelata un grande successo nella Svizzera italiana e che è stata esportata nel nord Italia. La commedia si rifà al teatro popolare dialettale, e la traslazione dei personaggi dal teatro al cinema ha convinto sia il pubblico che la critica. “La Palmira Ul Film” è stato tra i film più visti del 2013, ha ottenuto il premio "opera prima" da Ezio Greggio al Montecarlo Film Festival de la Comedie ed è patrocinato dai cugini "I Legnanesi" che partecipano nel film in un cameo. Una commedia a basso costo che è stata capace di far ridere il grande pubblico, far parlare la stampa ed essere definita "Personaggio dell'anno 2013" nella rassegna stampa della RSI Radiotelevisione Svizzera.